# Isla Fengming
La Isla de Fengming (en chino, 鳳鳴島; pinyin, Fèngmíng Dǎo) es una isla costera situada en aguas del mar de Bohai en el noreste de la República Popular de China, administrativamente perteneciente a la provincia de Liaoning.
La isla de Fengming forma parte de un grupo de islas situadas en la punta de la península de Liaodong: la isla de Changxing y la isla de Xizhong se encuentran al norte. La isla es parte del distrito de Wafangdian en la ciudad subprovincial de Dalian.